# 全日本インドアソフトテニス選手権
全日本インドアソフトテニス選手権は年に1回開催されるソフトテニスの室内ダブルス日本一を決定する選手権大会。日本ソフトテニス連盟が主催。日本最古のインドア大会である。
第一回大会は大阪府立体育館において男子16組により開催されている。
日本ソフトテニス連盟公式戦では年度の最後に開催される大会である。

## 概要
- 開催地は大阪市（現在は大阪市中央体育館）。慣例的に2月の第1日曜に開催。
- 出場資格は同年度ランキング上位選手。地元大阪から1ペア。
- 不定期に海外選手が招待される。
- 通称大阪インドア

## 歴代優勝者
|    |        | 男子                                            | 女子                                      | 備考   |
| -- | ------ | ----------------------------------------------- | ----------------------------------------- | ------ |
| 69 | 2024年 | 船水颯人・上松俊貴 （稲門クラブ・NTT西日本）    | 前田梨緒・中谷さくら （高体連-須磨学園）  |        |
| 68 | 2023年 | 船水颯人・上松俊貴 （稲門クラブ・NTT西日本）    | 貝瀬ほのか・渡邊絵美菜 （ヨネックス）     |        |
| 67 | 2022年 |                                                 |                                           | 中止   |
| 66 | 2021年 |                                                 |                                           | . 中止 |
| 65 | 2020年 | 中本圭哉・鈴木琢己 （福井県庁）                 | 横山温香・大槻麗 （東海市連・ダンロップ） |        |
| 64 | 2019年 | 林田和樹・柴田章平 （ヨネックス）               | 森田奈緒・黒木瑠璃華 （ヨネックス）       |        |
| 63 | 2018年 | 丸中大明・長江光一 （NTT西日本）                | 高橋乃綾・半谷美咲 （どんぐり北広島）     |        |
| 62 | 2017年 | 増田健人・柴田章平 （和歌山県庁・同志社クラブ） | 高橋乃綾・半谷美咲 （どんぐり北広島）     |        |
| 61 | 2016年 | 船水颯人・星野慎平 （早稲田大学）               | 森田奈緒・山下ひかる （ヨネックス）       |        |